# Marine Johannès
Marine Johannès (ur. 21 stycznia 1995 w Lisieux) – francuska koszykarka występująca na pozycjach rozgrywającej lub rzucającej, reprezentantka kraju, od 2019 zawodniczka francuskiego ASVEL-u.
21 marca 2019 podpisała umowę z New York Liberty.

## Osiągnięcia
Stan na 18 sierpnia 2024, na podstawie, o ile nie zaznaczono inaczej.

### WNBA
- Zdobywczyni pucharu – WNBA Commissioner’s Cup Champion (2023)

### Drużynowe
- Mistrzyni:
  - EuroCup (2023)
  - Francji (2018, 2023)
- Wicemistrzyni Francji (2022)
- Zdobywczyni:
  - Pucharu Francji (2017–2019)
  - Superpucharu Francji (2019)
- Finalistka Pucharu Francji (2023)

### Indywidualne
- MVP finałów Eurocup (2023)
- Zaliczona do:
  - I składu francuskiej ligi LFB (2019)
  - II składu Euroligi (2021)[3]

### Reprezentacja
Seniorska
- Wicemistrzyni:
  - olimpijska (2024)[4]
  -  Europy (2017, 2019, 2021)
- Brązowa medalistka olimpijska (2020)[5]
- Uczestniczka:
  - igrzysk olimpijskich (2016 – 4. miejsce, 2020, 2024)
  - mistrzostw świata (2018 – 5. miejsce)
  - kwalifikacji:
    - olimpijskich (2016 – 1. miejsce)
    - do Eurobasketu (2017)

Młodzieżowe
- Wicemistrzyni:
  - U–20 (2015)
  - U–18 (2013)